# Schaltanlagenkartell
Der Begriff Schaltanlagenkartell, auch Kartell für gasisolierte Schaltanlagen, steht für verbotene Preis- und Gebietsabsprachen zwischen den Herstellern von gasisolierten Schaltanlagen.

## Hintergrund
Die Europäische Kommission führte seit 2004 Untersuchung durch. Sie verhängte im Januar 2007 gegen die Mitglieder des Kartells eine Gesamtgeldbuße von 750,7 Millionen Euro. Der Großteil hiervon musste Siemens bezahlten. Mit 396,5 Mio. Euro war es die bis dahin zweithöchste Strafe gegen ein Einzelunternehmen. Die Geldbußen von Siemens, Alstom und Areva wurden wegen ihrer führenden Rolle als Kartellsekretariat um 50 % heraufgesetzt. Wegen Wiederholungstäterschaft wurde auch die Geldbuße gegen ABB um 50 % erhöht. ABB hätte 215 Millionen zahlen müssen, blieb aber aufgrund der Kronzeugenregelung straffrei. Das Kartell soll laut Kommission von 1988 bis 2004 bestanden haben und soll Aufträge sowie Preise abgesprochen haben.
| Bußgeld      | Unternehmen                               | Land        |
| ------------ | ----------------------------------------- | ----------- |
| 396,6 Mio. € | Siemens                                   | Deutschland |
| 22 Mio. €    | VA Technologie, 2005 von Siemens gekauft. | Österreich  |
| 65 Mio. €    | Alstom                                    | Frankreich  |
| 56,6 Mio. €  | AREVA                                     | Frankreich  |
| 8,1 Mio. €   | Schneider Electric                        | Frankreich  |
| 0 €          | ABB                                       | Schweiz     |
| 3,8 Mio. €   | Fuji Electric                             | Japan       |
| 51,8 Mio. €  | Hitachi                                   | Japan       |
| 1,35 Mio. €  | Japan AE Power Systems                    | Japan       |
| 118,6 Mio. € | Mitsubishi                                | Japan       |
| 90,0 Mio. €  | Toshiba                                   | Japan       |
| 750,7 Mio. € | Gesamtbußgelder                           |             |

## Klage vor dem EuGH
Das Gericht der Europäischen Union lehnt 2011 die Klage von Siemens ab. 2013 wurden die Strafen von Toshiba und Mitsubishi auf 56,8 Mio. € und 75,8 Mio. € gesenkt. Die Geldstrafen von Areva und Alstom wurden herabgesetzt.